# Gastrodia pubilabiata
Gastrodia pubilabiata är en orkidéart som beskrevs av Sawa. Gastrodia pubilabiata ingår i släktet Gastrodia och familjen orkidéer. Inga underarter finns listade i Catalogue of Life.